# 比紹夫斯米策山

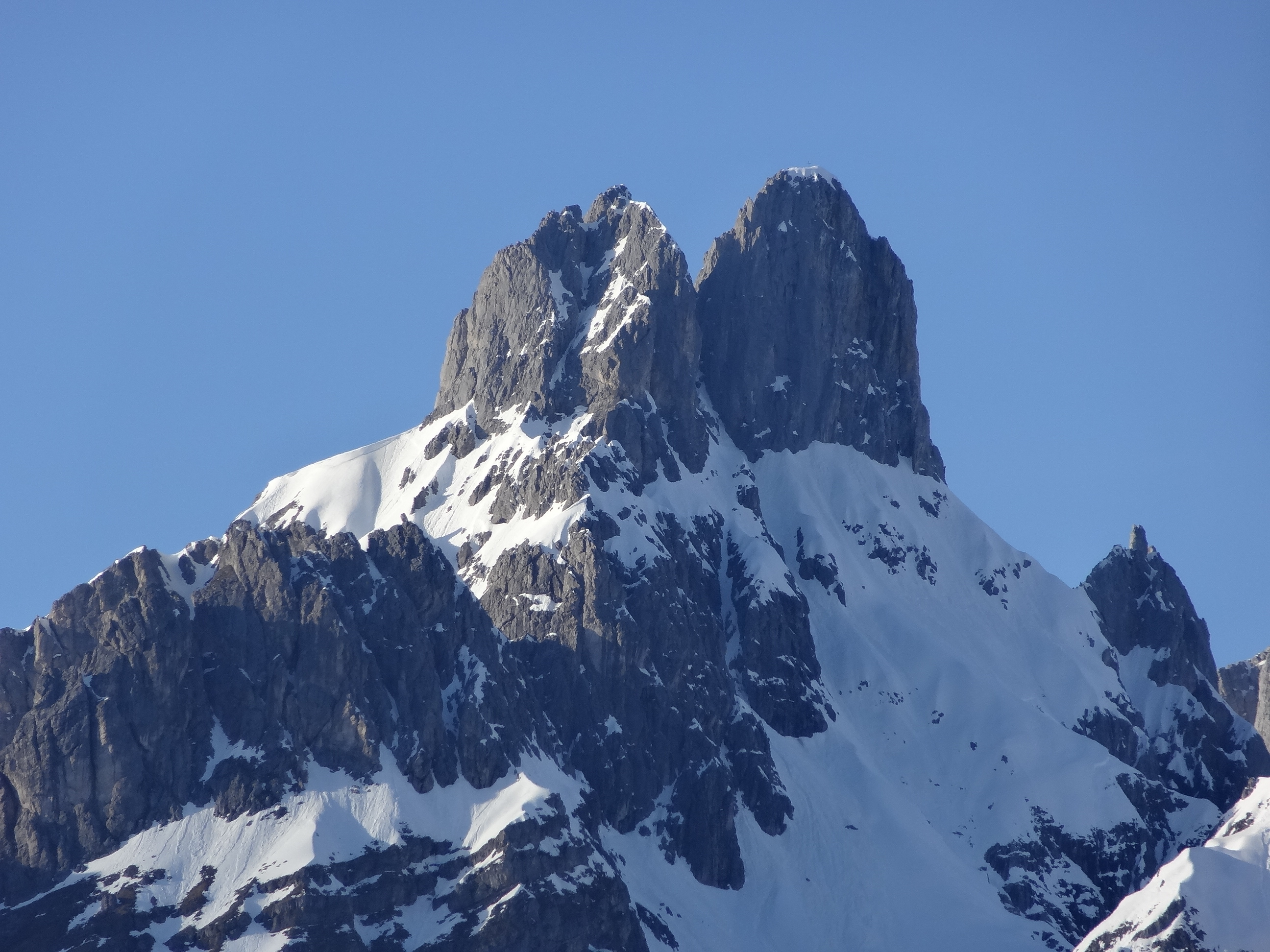

47°29′38″N 13°30′40″E / 47.49389°N 13.51111°E
比紹夫斯米策山（德語：Bischofsmütze），是奧地利的山峰，位於該國中部，由薩爾茨堡州負責管轄，屬於达赫施泰因山脉的一部分，海拔高度2,458米，每年平均降雨量2,029毫米。